# Ambrogio Borgognone
Ambrogio Stefani da Fossano, dit il Bergognone ou Borgognone (le Bourguignon) (actif à partir de 1472 - mort en 1523), est un peintre italien de l'école lombarde dont le surnom serait dû à son affiliation artistique avec l'école bourguignonne française. Bien que contemporain de Léonard de Vinci, Ambrogio Borgognone peint dans un style plus proche de celui de la pré-Renaissance, du lombard Vincenzo Foppa et de Bernardino Zenale.

## Biographie

### Débuts
Les premières années de la vie d’Ambrogio Borgognone restent mystérieuses. Il est peut-être originaire de la ville de Fossano dans le Piémont, mais on ignore sa date de naissance et on ne possède aucune information sur son enfance et son adolescence. Son nom apparaît pour la première fois dans un document daté de 1472. Il réapparaît ensuite dans le registre des peintres de Milan en 1481. Une de ses premières œuvres connues est une Sacra Conversazione pour la Basilique San Pietro in Ciel d'Oro de Pavie (aujourd’hui à la pinacothèque Ambrosienne de Milan), peinte en 1485. On peut dater le triptyque de la chapelle Brivio de la basilique Sant'Eustorgio de Milan de la fin des années 1480.

### Activité à la chartreuse de Pavie

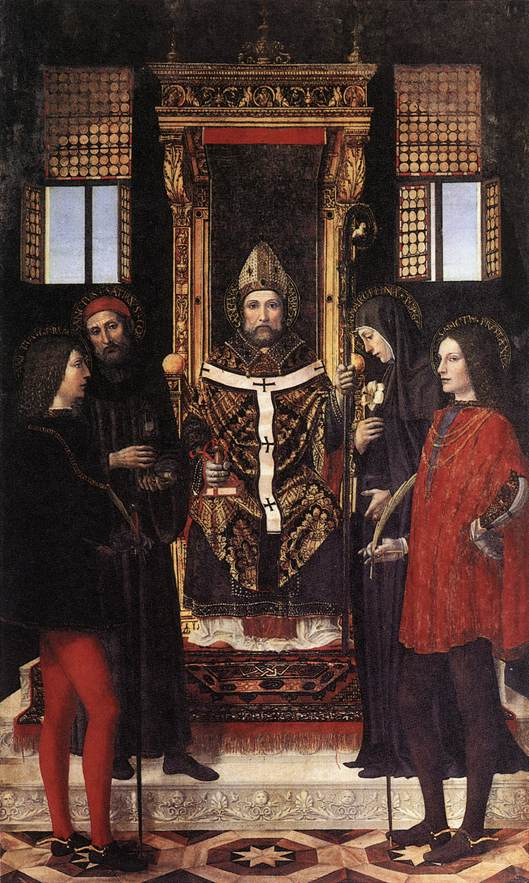
Saint Ambroise entre saint Gervais et saint Protais, saint Satyre et sainte Marcelline, chartreuse de Pavie

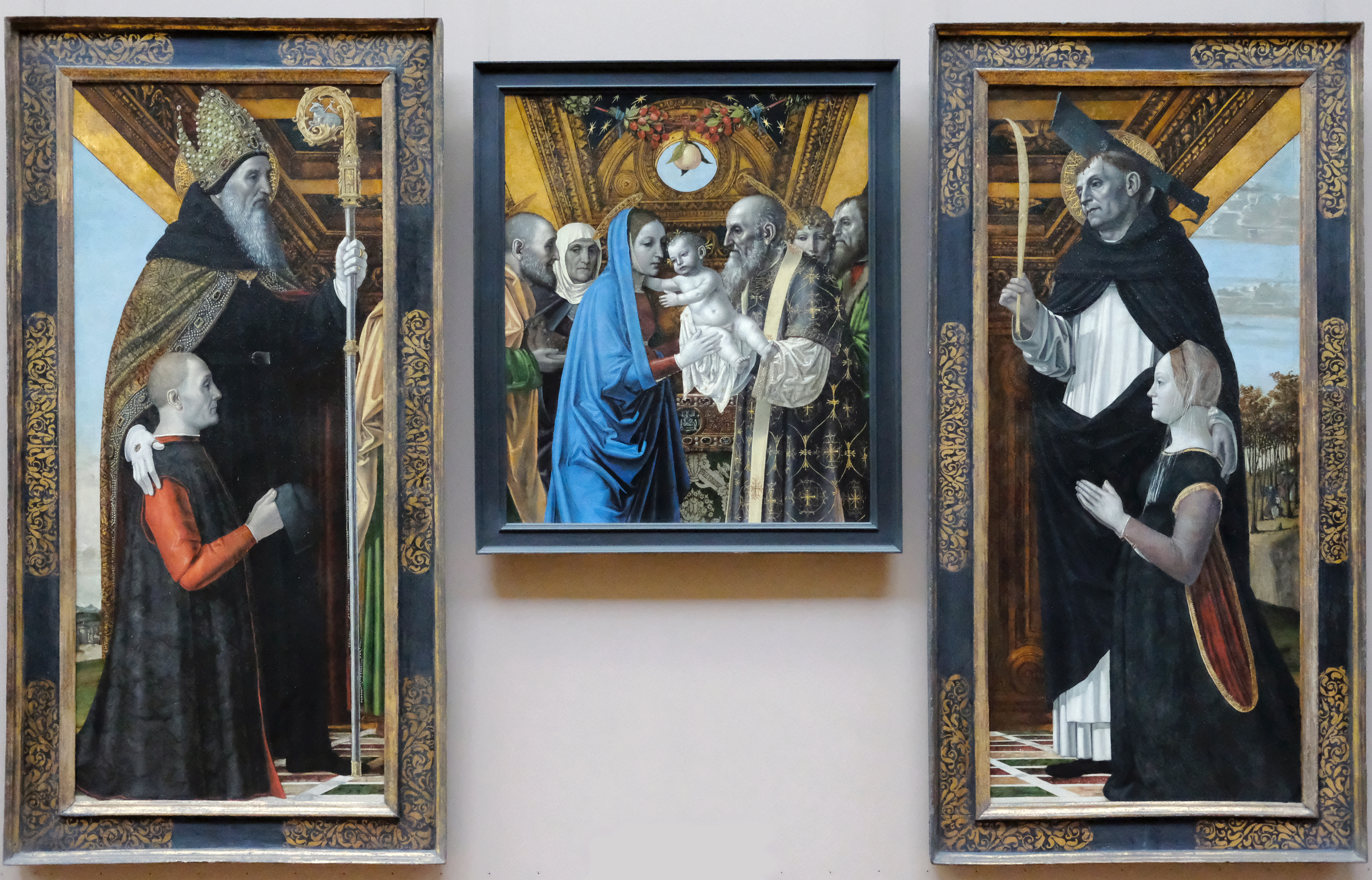
La Présentation au temple, c.1494 - musée du Louvre.

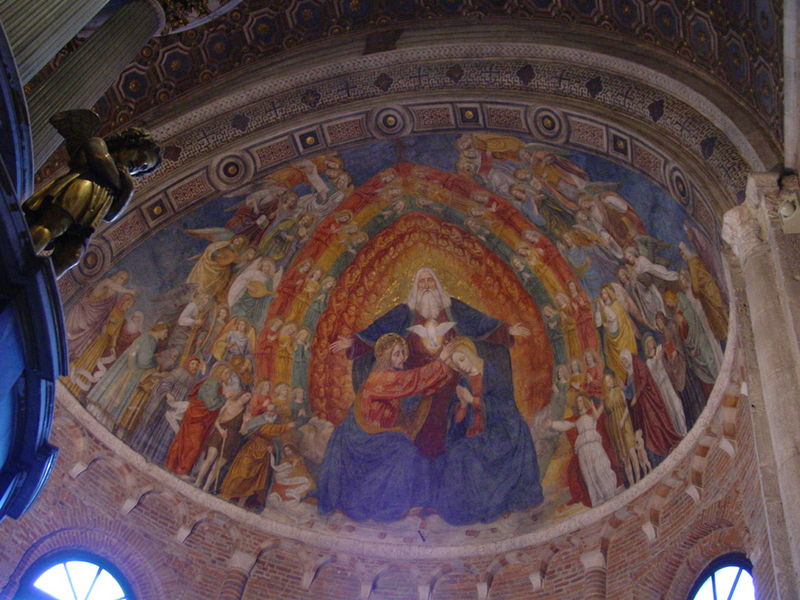
Le Couronnement de la Vierge, fresque, église San Simpliciano de Milan

Ambrogio Bergognone prend une part considérable dans la décoration intérieure de la chartreuse de Pavie. Il  y travaille huit ans, à partir de 1488. Ambrogio fournit, avec son frère Bernardino, les cartons à partir desquels Bartolomeo de Polli exécute les marquetteries en bois des stalles du chœur (des figures de la Vierge, de saints, de prophètes et d'apôtres), achevées en 1498. Il est l'auteur de fresques dans la nef, le transept - la Présentation de la chartreuse à la Vierge, dans le transept droit, particulièrement précieuse puisqu'elle montre le premier projet architectural de la chartreuse, un Ecce Homo et une Vierge au tapis pour les lunettes au-dessus des portes - et les chapelles. Il peint également un ensemble de retables. Quatre d'entre eux sont encore conservés à la chartreuse, un autre au musée de Pavie (le Christ portant la Croix), un dernier à la National Gallery de Londres (la Vierge à l'Enfant avec sainte Catherine d'Alexandrie et sainte Catherine de Sienne).

### Retour à Milan
Après avoir quitté le chantier de la chartreuse de Pavie, Ambrogio Bergognone retourne à Milan. Il se consacre pendant deux ans (1496-1497) à la décoration de l’église Santa Maria presso San Satiro (peut-être sous la direction de Bramante). Les fresques détachées, sont aujourd’hui visibles à la Pinacothèque de Brera.
À partir de 1497, Ambrogio Bergognone travaille à l’église de l'Incoronata de Lodi. Il y peint un cycle de fresques (aujourd’hui disparu) et quatre retables consacrés à la vie de Marie, (l’Annonciation, la Visitation, l’Adoration des Mages et la Présentation au Temple) toujours visibles dans la chapelle San Paolo de l’église.
En 1506, Ambrogio Bergognone peint le Baptême du Christ pour l’église San Giovanni Battista de Melegnano, où il est toujours conservé. Le tableau est signé (Ambrosio di fosano bergognono) et daté. Ambrogio peint en 1507-1508 la fresque du Couronnement de la Vierge de l'église San Simpliciano de Milan, et, en 1508, le polyptyque de l’église Santo Spirito de Bergame (le panneau central représente la Descente du Saint-Esprit). Il retourne (vers 1514) à la chartreuse de Pavie pour peindre la Vierge à l'Enfant allaitant qui orne la voûte du réfectoire. La dernière œuvre connue d‘Ambrogio Bergognone est l’Assomption de la Vierge peinte en 1522 pour l’église Santa Maria dell'Incoronata de Nerviano (aujourd’hui à la Pinacothèque de Brera).
Les noms d'Ambrogio Bergognone et de son frère Bernardino apparaissent le 28 janvier 1523 dans le contrat passé entre Cesare da Sesto et la confrérie San Rocco pour un polyptyque destiné à l'église San Rocco de Milan. Ils sont choisis pour juger de la qualité du travail de Cesare da Sesto, une fois celui-ci achevé. Il rédige ses dernières volontés le 4 avril 1523 et il meurt la même année.
Bernardino Luini  a été un de ses élèves.

## Œuvres

### Œuvres réalisées pour la Chartreuse de Pavie
- Fragments séparés d'une bannière en soie peinte, avec les têtes des deux groupes à genoux, hommes et de femmes, National Gallery de Londres
- Nombreuses fresques à la chartreuse de Pavie
- Crucifixion, 283,5 x 164 cm, Chartreuse de Pavie
- Saint Ambroise entre saint Gervais et saint Protais, saint Satyre et sainte Marcelline, 247 x 152, Chartreuse de Pavie
- San Syrus trône entre Saint Étienne, Saint Juvence, Saint Théodore et Saint Laurent, 280 x 168,Chartreuse de Pavie
- Christ portant la croix et moines chartreux, 166 x 118, Musées civiques de Pavie
- La Vierge des Chartreux, 46 × 40,5 cm , pinacothèque de Brera à Milan.
- La Vierge du Voile, 60 × 40 cm, pinacothèque de Brera, Milan.

Neuf retables au moins
- Au Musée du Louvre à Paris, polyptyque transposé sur toile, v. 1498 : 
  - La Présentation au Temple, panneau central, 89 × 76 cm
  - Saint Augustin et un donateur agenouillé, panneau latéral gauche, 150 × 65 cm
  - Saint Pierre martyr et une donatrice agenouillée, panneau latéral droit, 150 × 65 cm
- Retable de saint Benoît, v. 1490[5]
  - Prédelle en trois panneaux
    - La Prière, le miracle du tamis et le départ pour Subiaco, Musée des beaux-arts de Nantes.
    - La Tentation de saint Benoît, sa pénitence, Musée des beaux-arts de Nantes
    - La Charité de saint Benoît, Castello Sforzesco, Milan
- Vierge à l'Enfant avec sainte Catherine d'Alexandrie et sainte Catherine de Sienne, National Gallery de Londres

### Autres œuvres
- Tableau de la Prédication de saint Ambroise et de la Consécration de saint Augustin, galerie Sabauda (Turin)
- L'Annonciation, (v.1495), église de l'Incoronata, Lodi ;
- Polyptyque de la Madone de la rose (1515), polyptyque démembré et dispersé[6]
- Vierge au chapelet (1500-1523), Rijksmuseum Amsterdam, inv. no SK-A-3031

### Source
- Base Joconde